# Pseudoderopeltis inermis
Pseudoderopeltis inermis är en kackerlacksart som beskrevs av Karlis Princis 1963. Pseudoderopeltis inermis ingår i släktet Pseudoderopeltis och familjen storkackerlackor. Inga underarter finns listade i Catalogue of Life.